# Rācherla
Rācherla är en ort i Indien.   Den ligger i distriktet Prakasam och delstaten Andhra Pradesh, i den södra delen av landet, 1 500 km söder om huvudstaden New Delhi. Rācherla ligger 238 meter över havet och antalet invånare är 3 200.
Terrängen runt Rācherla är varierad. Runt Rācherla är det ganska tätbefolkat, med 129 invånare per kvadratkilometer. Närmaste större samhälle är Giddalūr, 10,4 km söder om Rācherla. Omgivningarna runt Rācherla är en mosaik av jordbruksmark och naturlig växtlighet.